# بلیناس حکیم
بلیناس حکیم یا آپولونیوس تیانایی(یونانی باستان: Ἀπολλώνιος ὁ Τυανεύς;, به زبان لاتینی:Apollonius Tyan(a)eus; حدود ۱۵ پس از میلاد – حدود ۱۰۰ پس از میلاد) که به بلیناس جادوگر نیز مشهور است فیلسوف نوفیثاغورسی، پیامبر، معجزه‌گر و از دانشمندان علوم غریبه در سده اول میلادی است. او در شهر تیانا در استان کاپادوکیه امپراتوری روم در آسیای صغیر به دنیا آمد.
او یکی از حکمای هرمسی بوده‌است.

## زندگی
گزارش‌ها دربارهٔ زندگی بلیناس بسیار متناقض‌اند که از دلایل آن می‌توان به اشتباه گرفتن او با آپولونیوس پرگایی اشاره کرد که نام هر دو بسیار شبیه به هم است؛ به‌طوری‌که بنا بر برخی اقوال او در روزگار پس از دانیال نبی و ملک قباد زیسته و حکمت را از بطلمیوس فرا گرفته و بیش از هزار سال عمر کرده‌است.
به هر حال بنابر اقوال معتبر و مشهور، آپولونیوس تیانایی از نوفیثاغورسیان سده اول پس از میلاد است که به یکی از قهرمانان اسطوره‌ای در طی دوره امپراتوری روم بدل شد. او در شهر طوانه در امپراتوری روم در یک خانواده یونانی به دنیا آمد. از او با اسامی چون اَفُلّونیوس، افولونیوس، علوسوس، اَبلوس، ابولیس، ایلوز، ایلوس، پلینیوس، هرمُز (هرمس)، بلیناس، بلینوس، ابلینوس، ابلینس، ابلونیوس، ابولونیوس و القابی چون حکیم، صاحب الطلسمات، مطلسم، بلیناس جادو نام برده شده‌است. او آخرین نماینده و مبلغ آیین شرک بود؛ و توانست مدتی این آیین روبه زوال را در برابر مسیحیت حفظ کند.

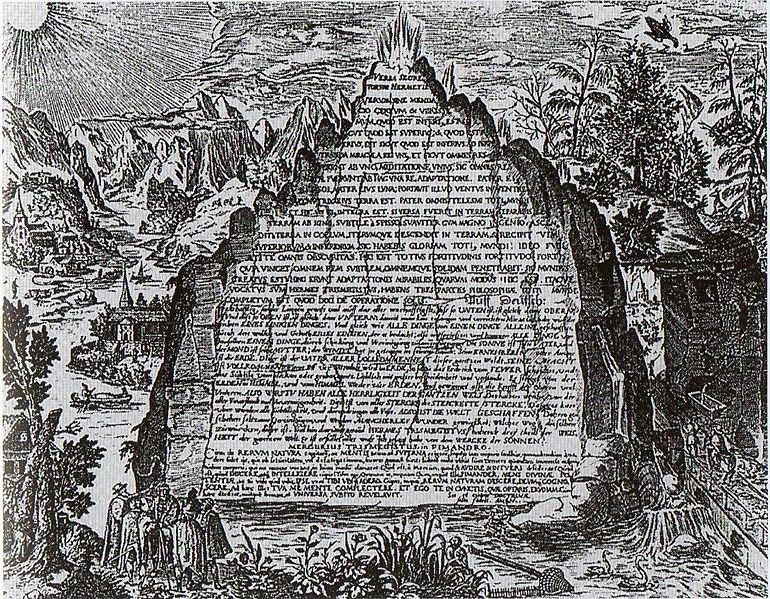
نگاره‌ای از لوح زمرد مربوط به قرن هفدهم، اثر هنریش خانراث، ۱۶۰۶

در کتاب علل بلیناس یا سرّالخلیقة شرح مکاشفه بلیناس و رابطه اش با هرمس الهرامسه از زبان خودش اینگونه آمده:
من یتیمی بودم از اهل طوانه و چیزی نداشتم. در شهر ما یک مجسمه سنگی وجود داشت که بالای یک ستونی از چوب نصب شده بود و بر آن نوشته شده بود: «من هرمس هستم که خداوند او را به نعمت خود مخصوص داشت. من این نشانه را آشکارا در اینجا قرار دادم و سرّ آن را پنهان کردم برای آنکه به آن سرّ آگاه نشود مگر حکیمی مانند خودم.
بر سینه آن مجسمه نوشته بود: هر کس میل دارد به سرّ خلقت و صنعت طبیعت آگاه شود به زیر پای من نگاه کند. مردم متوجه مقصود حقیقی این جمله نمی‌شدند تا آنکه من بزرگ شدم و سنم مقتضی شد و آنچه بر سینه مجسمه نوشته شده بود خواندم و مقصود را دریافتم، پس زیر آن ستون چوبی را که در زیر مجسمه بود حفر کردم و در آنجا حفره تاریکی یافتم که هیچ نور در آن داخل نمی‌شد و از طرفی ممکن نبود آتشی برای روشنایی آنجا برد زیرا باد مخصوصی به شدت می‌وزید و آتش را خاموش می‌کرد. از این جهت زیاد اندوهگین شدم و در این حال خواب بر من غلبه یافت، پس ناگاه صورتی که مانند صورت خودم بود بر من آشکار شد و گفت برخیز ای بلینوس و داخل این حفره زیر زمینی شو! من گفتم آنجا تاریک است و رفتن مقدور نیست، پس به من دستور داد که آتشی را به کیفیت خاصی در داخل یک جسم شفاف قرار دهم تا باد نتواند آن را خاموش کند و ضمناً بتوانم از آن نور استفاده کنم، پس من بسیار خوشوقت شدم و دانستم که راه مقصود را دریافتم، پس گفتم تو کیستی که چنین منّتی بر من نهادی؟ در پاسخ گفت من معنا و سرّ باطن خودت هستم، پس، از خواب با خوشوقتی بیدار شدم و طبق دستور عمل کردم، همینکه داخل آن حفره تاریک شدم مجسمه مردی را دیدم که لوحی در دست داشت و کتابی در پیش، در آن لوح نوشته بود «صنعت طبیعت در اینجاست» و در آن کتاب نوشته بود «این است سرّ خلقت» و من از آنجا علم علل اشیاء را آموختم و نامم به حکمت مشهور شد.

درواقع او در آن غار لوح زمرد را یافت که متن معروف علم کیمیا، تابلوی اسماراگ دینا بر آن نقش شده بود.
فیلوستراتوس کاتب بنابه دستور ملکه جولیا دومنا ،زندگی‌نامه آپولونیوس را نوشت. می‌توان حدس زد دلایل این کار به جهت تقابل با تأثیر مسیحیت بر تمدن رومی بوده‌است. شخصیتی که این زندگی‌نامه از بلیناس ارائه می‌دهد در طبیعت و توانایی بسیار شبیه به عیسی مسیح است و حتی معجزاتی را نیز بدو نسبت می‌دهد. عقیده بر این است که بیشتر این زندگی‌نامه بر پایه تخیل است تا حقیقت. بسیاری از پاگانیست‌های امپراتوری روم به گفته‌های این اثر ایمان داشتند و این اثر شعله‌های مذهبی را در خیلی از آنان افروخت.
بلیناس همنشین و همدم اسکندر بود. هنگامی که اسکندر قصد خراب کردن آتشکده اصفهان را گرفت ،آذرهمایون که سادنهٔ آتشکده و یک ساحره بود، خود را مانند یک مار مهیب به اسکندر نمایاند. بلیناس نیز طلسم او را باطل کرد و به همین دلیل اسکندر او را به بلیناس بخشید و او آذرهمایون را به همسری گرفت. به همین دلیل که بلیناس از آن زن جادو یادگرفت و به بلیناس جادوگر مشهور شد. نظامی این داستان را اینگونه در اسکندر نامه آورده‌است:
| بهار کهن بود و چینی نگار    |  | بسی خوشتر از باغ و از نوبهار |
| به آیین زردشت و رسم مجوس    |  | بخدمت در آن خانه چندین عروس  |
| هم آشوب دیده هم آشوب دل     |  | فرورفته دل را بسی پا بگل     |
| در او دختری جادو از نسل سام |  | پدر کرده آذرهمایونْش نام      |

مشهور است او در سفرهایش وقتی به شهر قم رسید طلسمی در آنجا دفن کرد که تا قیامت در آن شهر دزدی پایدار می‌ماند. در مجمل‌التواریخ و القصص آمده که عده‌ای از بلیناس خواستند تا طاسیس پادشاه روم را افسونی کند تا ساقی آن‌ها شود و او با گرفتن اختیار از طاسیس کاری کرد که او تا سحرگاه ساقیی می‌کرد.
زنده کردن مردگان از دیگر معجزات او بود.
به پاس احترام به بلیناس و پرستش او، پاگانیست‌های روم معابد و یادمان‌هایی برای او برپا کردند.

## سفرها
او در یکی از سفرهایش از انتاکیه به سوی نینوا حرکت کرد و در همان‌جا بود که با شاگردش دامیس آشنا شد.
بنا به گفته دامیس او دو بار به هند سفر کرد. بار اول در سال ۳۶ و بار دوم در سال ۴۵ میلادی؛ بلیناس در همین سفرها بود که با تعالیم هندوها آشنا شد.

## شاگردان
هروی در ب‍ح‍ر ال‍ج‍واه‍ر بلیناس را شاگرد ارسطاطالیس و جالینوس عنوان کرده‌است.
از دیگر شاگردان بلیناس می‌توان به دامیس آشوری‌تبار که فیلوستراتوس زندگی بلیناس را بر مبنای یادداشت‌های آپولینوس او نوشت
و آرتفیوس مشهور صاحب کلید حکمت اشاره کرد.

## آثار
میان حکما این بحث وجود دارد که آیا کتبی که به نام بلیناس حکیم هستند آیا از خود اویند یا ترجمه آزاد از آثار او هستند. هانری کربن متون عربی منسوب به بلیناس را ترجمه از یونانی می‌داند و نگارش اصل یونانی آن‌ها را به قرن پنجم میلادی منسوب می‌کند.
- سرّالخلیقة و صنعة الطبیعة بلیناس[۲۲]

موضوع این کتاب حول و حوش گوهرشناسی می‌باشد. به عقیده پاول کراوس این اثر منسوب به بلیناس جعلی است و در ابتدا نیز به زبان عربی نوشته شده‌است.
- الطلسمات

این کتاب با دو عنوان طلاسم بلیناس الاکبر لولده عبدالرحمان یا بلیناس لابنه فی الطلسمات مشهور است. این اثر در علم حروف است.
- رسالة فی تأثیرالرّوحانیّات فی المرکّبات
- المدخل الکبیر الی علم افعال الرّوحانیات
- ابلوس الحکیم
- ذخیرة الاسکندر
- رسالة السحر
- الخواصّ
- طالع بینی آپولونیوس تیانایی
- آیینه اسکندریه

هروی بلیناس را خالق آیینه مناره اسکندریه معرفی کرده که یکی از عجایب دوران خود بوده‌است.

## در ادبیات فارسی
نظامی گنجوی در اقبال نامه گفتار بلیناس را در باب آفرینش نخست آورده‌است.
| بلیناس دانا به زانو نشست     |  | زمین را طلسم زمین بوسه بست    |
| که چندانکه هست آفرینش به جای |  | شها بر تو باد آفرین خدای      |
| ز دانش مبادا دل شاه دور      |  | که با نور به دیده با دیده نور |
| چو فرهنگ خسرو چنان بازجست    |  | شها بر تو باد آفرین خدای      |
| نخستین طلسمی که پرداختند     |  | که پیدا کنم رازهای نخست       |
| چو نیروی جنبش در او کرد کار  |  | زمین بود و ترکیب ازو ساختند   |
| از او هر چه رخشنده و پاک بود |  | به افسردگی زو برآمد بخار      |
| دگر بخشهاکان بلندی نداشت     |  | سزاوار اجرام افلاک بود        |
| یکی بخش از او آتش روشن است   |  | بهر مرکزی مایه‌ای می‌گذاشت      |
| دوم بخش ازو باد جنبنده خوست  |  | که بالاترین طاق این گلشن است  |
| سوم بخش ازو آب رونق پذیر     |  | که تا او نجنبد ندانند کوست    |
| دگر بخشهاکان بلندی نداشت     |  | که هستش ز راوق گری ناگزیر     |
| همان قسمت چارمین هست خاک     |  | ز سرکوب گردش شده گردناک       |